# Türkan Nəsirova
Türkan Taleh qızı Nəsirova (ur. 6 czerwca 1997) – azerska zapaśniczka walcząca w stylu wolnym. Zajęła czternaste miejsce na mistrzostwach świata w 2021. Piąta na mistrzostwach Europy w 2019, 2022 i 2023. Wojskowa wicemistrzyni świata w 2017. Siódma w Pucharze Świata w 2017. 
Mistrzyni świata juniorów w 2015, druga w 2017. Trzecia na ME juniorów w 2014 i 2015. Trzecia na MŚ U-23 w 2017 roku